# József Attila Kör
A József Attila Kör – JAK – egy a rendszerváltás előtt a Magyar Írószövetség szervezetén belül létrejött irodalmi szervezet, amely ma egy ugyanolyan nevű, de más szellemiségű irodalmi egyesület. Adminisztratív és finanszírozási okok miatt 2019 folyamán megszűnt.

## Története

### 1973–1981: Fiatal Írók József Attila Köre (FIJAK)
A József Attila Kör 1973-ban a Magyar Írószövetség ifjúsági tagozataként jött létre Fiatal Írók József Attila Köre (FIJAK) néven. Tevékenységének erős pártfelügyelet alatt leginkább a Mozgó Világ folyóirat adhatott teret. Az 1980-as években olyan szerzők voltak elnökségében, mint Csengey Dénes, Szilágyi Ákos, Lezsák Sándor vagy Tamás Gáspár Miklós – ekkor a JAK is a rendszert bosszantó, de megtűrt szervezetnek számított. A narancssárga borítójú JAK-füzetek publicitáshoz segítettek a "rendes" kiadóknál esélytelen szerzőket (Balaskó Jenő, Radnóti Sándor, Hekerle László, Szörényi László, Elek István), csoportokat (Lélegzet, Fölöspéldány, Jelenlét) vagy témákat (homoszexualitás, lásd Géczi János Vadnarancsok).

### 1981–1988
A nagyobb szólásszabadság védelmében 1980-1981 fordulóján a FIJAK tagsága körében már egy erős autonómiatörekvés bontakozott ki, amit a kör fiatal vezetése bátran képviselt is, erre válaszként az Írószövetség vezetősége 1981. március 11-én közölte a kör vezetőségével, hogy a FIJAK működését felfüggesztik. A József Attila Kör hosszas egyeztetések, tárgyalások, majd kompromisszumok árán 1981 júliusában alakulhatott újjá. Saját folyóiratot nem indíthatott ugyan, viszont 1982-ben megjelenhetett a JAK-füzetek első kötete Fasírt avagy viták a  „fiatal irodalomról” címmel Dérczy Péter szerkesztésében.

### 1989–2019
A korábban a Magyar Írószövetségen belül működő József Attila Kör önálló szervezetként 1989-ben lett bejegyezve. A József Attila Kör ma egy irodalmi egyesület. Az Egyesület számos tevékenysége között gondozza a JAK-füzetek sorozatot. E mellett pályázati díjat (JAKkendő-díj) ad át és különféle találkozókat tart, úgy például, mint a Középiskolás fokon sorozat illetve más rendezvények.

## A József Attila Kör elnökei
| Év        | Elnök             |
| 2018-2019 | Nagy Kata         |
| 2015-2017 | Gaborják Ádám     |
| 2012-2014 | Gaborják Ádám     |
| 2009-2011 | Balogh Endre      |
| 2006-2008 | Gerevich András   |
| 2003-2005 | Menyhért Anna     |
| 2000-2002 | Menyhért Anna     |
| 1997-1999 | Ágoston Zoltán    |
| 1994-1996 | Károlyi Csaba     |
| 1991-1993 | Mészáros Sándor   |
| 1988-1990 | Odorics Ferenc    |
| 1985-1987 | Kőrössi P. József |
| 1982-1984 | Szilágyi Ákos     |

## JAK-füzetek
A JAK-füzetek a József Attila Kör legfontosabb kiadványsorozata. 1982 és 2012 között átlagosan 6 JAK-füzet jelent meg egy évben, így mintegy 180 JAK-füzet öleli fel csak ezt az első 30 éves időszakot.
A JAK-füzetek anyagának néhány részlete valamelyik Creative Commons vagy egyéb licenc alatt már megtalálható a Magyar Elektronikus Könyvtárban. A József Attila Kör honlapján a rendszerváltást megelőző évek kiadványai is elérhetők.

## A JAK-füzetek sorozat szerkesztői
| Év        | Szerkesztők | Kiadó                                        |
| 2014-2018 | Balajthy Ágnes, Borsik Miklós | Prae.hu, Magvető Könyvkiadó                  |
| 2012-2014 | Orcsik Roland, Sopotnik Zoltán | Prae.hu                                      |
| 2010-2012 | Benedek Anna, Berta Ádám | Prae.hu                                      |
| 2008-2010 | Benedek Anna, Pollágh Péter | Prae.hu                                      |
| 2007-2008 | Balogh Endre, Pollágh Péter | Prae.hu                                      |
| 2006-2007 | Kabai Lóránt, Mizser Attila |                                              |
| 2005-2006 | H. Nagy Péter, Rácz I. Péter |                                              |
| 2004-2005 | H. Nagy Péter, Rácz I. Péter | Ulpius-ház Kiadó, L'Harmattan Kiadó          |
| 2002-2003 | Sz. Molnár Szilvia, Molnár Gábor Tamás | Kijárat Kiadó                                |
| 2000-2002 | Kovács Eszter, Harcos Bálint | Kijárat Kiadó                                |
| 1999      | Nagy Gabriella, Bényei Tamás | Kijárat Kiadó                                |
| 1998      | Gács Anna, Bényei Tamás | Kijárat Kiadó                                |
| 1997      | Babarczy Eszter, Gács Anna | Balassi Kiadó, a 93. kötettől: Kijárat Kiadó |
| 1995-1996 | Keresztury Tibor, Kőrösi Zoltán | Balassi Kiadó                                |
| 1993-1994 | Abody Rita, Károlyi Csaba | Pesti Szalon Könyvkiadó                      |
| 1992      | Takáts József | Pesti Szalon Könyvkiadó                      |
| 1991      | Csuhai István, Hévizi Ottó, Németh Gábor, Mészáros Sándor, Tillmann József, Körmendy Zsuzsanna                                                        | Magvető Könyvkiadó                           |
| 1982-1989 | Borsi-Kálmán Béla, Dérczy Péter, Elek István, Jankovics József, Parti Nagy Lajos, Vilmon Gyula, Kulcsár Szabó Ernő, Gyurác Ferenc, Körmendy Zsuzsanna | Magvető Könyvkiadó                           |